# Jolene Watanabe-Giltz
Jolene Watanabe-Giltz (* 31. August 1968 in Los Angeles; † 22. Juni 2019) war eine US-amerikanische Tennisspielerin.

## Karriere
Watanabe begann im Alter von fünf Jahren mit dem Tennissport. In ihrer Karriere gewann sie einen Einzel- und zwei Doppeltitel auf ITF-Turnieren. Von 1993 bis 2000 nahm sie an Grand-Slam-Turnieren teil, 1995 zog sie bei den French Open in die dritte Runde ein.
Nach ihrem Rücktritt war Watanabe-Giltz als Tennistrainerin tätig.

## Abschneiden bei Grand-Slam-Turnieren

### Einzel
| Turnier         | 1994 | 1995 | 1996 | 1997 | 1998 | 1999 | 2000 | Karriere |
| --------------- | ---- | ---- | ---- | ---- | ---- | ---- | ---- | -------- |
| Australian Open | 1    | 1    | 2    | 2    | 1    | Q3   | 1    | 2        |
| French Open     | —    | 3    | 1    | 1    | —    | 1    | —    | 3        |
| Wimbledon       | 2    | 1    | 2    | 1    | —    | 1    | —    | 2        |
| US Open         | 1    | 2    | 1    | 1    | —    | —    | —    | 2        |

Zeichenerklärung: S = Turniersieg; F, HF, VF, AF = Einzug ins Finale / Halbfinale / Viertelfinale / Achtelfinale; 1, 2, 3 = Ausscheiden in der 1. / 2. / 3. Hauptrunde; Q1, Q2, Q3 = Ausscheiden in der 1. / 2. / 3. Runde der Qualifikation; n. a. = nicht ausgetragen